# Долгов Степан Іванович
Степан Іванович Долгов (нар. 10 серпня 1929 — ?) — український радянський діяч, новатор виробництва, шахтар, бригадир бригади прохідників шахти № 2-біс Микитівського ртутного комбінату Донецької області. Депутат Верховної Ради УРСР 7-го скликання.

## Біографія
На 1960-і роки — бригадир бригади прохідників шахти № 2-біс Микитівського ртутного комбінату міста Горлівки Донецької області.
Потім — на пенсії у місті Горлівці Донецької області.

## Нагороди
- ордени
- медалі